# Elke Pattyn
Elke Pattyn (Lendelede, 21 maart 1980) is een Belgische diplomate en voormalig woordvoerster en journaliste.
Na haar studies Germaanse talen aan de Universität zu Köln en de KU Leuven ging Pattyn in 2004 aan de slag bij de Vlaamse Mediamaatschappij. Na enkele maanden Qmusic maakte ze per 1 augustus 2004 de overstap naar de VTM-nieuwsdienst, als reportagemaakster voor VTM Nieuws en Telefacts.
Samen met Tim Verheyden presenteerde ze Telefacts van maart 2010 tot mei 2011. Ze keerde terug als presentatrice van januari tot april 2012 om de zwangere Cathérine Moerkerke te vervangen. Van juni tot augustus 2012 was Pattyn het gezicht van Telefacts Zomer. Ook in 2013 was zij invaller voor de presentatie van Telefacts en het gezicht van de zomereditie.
Van 1 juli 2013 tot en met 17 september 2019 was Pattyn presentatrice van VTM Nieuws. Aanvankelijk zou zij enkel als invaller werken, maar door het vertrek van collega Cathérine Moerkerke kort nadien evolueerde ze al snel tot volwaardig nieuwsanker. Op 27 december 2013 presenteerde Pattyn voor het eerst de hoofduitzending van 19 uur; voordien was ze enkel in de uitzendingen van 13 uur en 17.45 uur te zien.
In november 2019 werd ze woordvoerster van premier Sophie Wilmès. Later werd ze woordvoerster van Hadja Lahbib, minister van Buitenlandse Zaken, die Wilmès in die rol opvolgde. In de loop van 2024 werd ze diplomate in Israël.